# Enheduanna

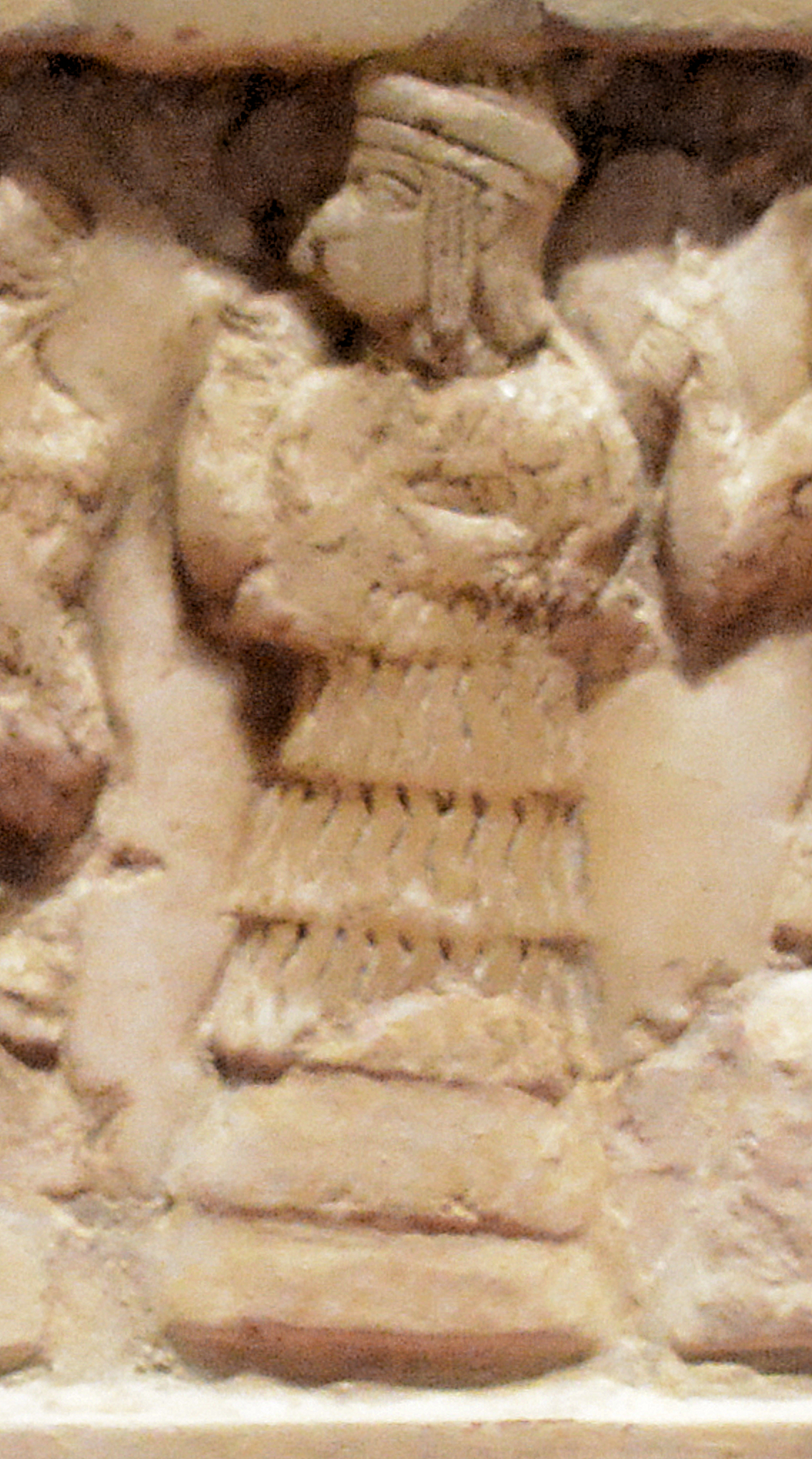
Enheduanna

Enheduanna(2285-2250 a. C.) fue una poetisa y escritora acadia, considerada la poeta más antigua conocida y una de las primeras mujeres en la historia cuyo nombre se conserva. Ostentó el importante cargo, político-religioso, de «Suma Sacerdotisa» en el templo del dios Nannar (la Luna). Se trataba de una princesa, hija del Rey Sargón I de Acad, que vivió en la ciudad-estado de Ur, en el sur de la región de sumeria.
Su  nombre, que en realidad no era un nombre sino  un título, se ha transliterado como Enheduanna, En-hedu-ana o En  Hedu  Anna, y puede tener diversas interpretaciones. 
- "En" era el título designado para el gran  sacerdote o sacerdotisa de Ur, en idioma sumerio "Hedu" significa adorno, y  “An” significa 'cielo',  el nombre que le dieron al convertirse en sacerdotisa, "Heduanna", significa pues adorno del cielo, de manera que se traduce literalmente «la alta sacerdotisa, adorno del cielo».[5][6]

- Como “An” también era el dios del cielo, el nombre se ha tomado entonces como «la alta sacerdotisa de An (dios del cielo)».

- "Heduanna" (adorno del cielo)  es un epíteto poético que señalaba la belleza de la Luna en el cielo, interpretándose en referencia indirecta a la Luna «la alta sacerdotisa del adorno del cielo», o en directa referencia a la Luna «la alta sacerdotisa de la Luna».

Existen otras interpretaciones. No se conoce su nombre de nacimiento.

## Vida
Es la primera mujer de la historia de la que se conoce que detentó el título de "Sacerdotisa En", un papel de gran importancia política que a menudo llevaron las hijas de la familia real que dominaba en Mesopotamia; como Enmenanna, hija de Naram-Sin de Acad, o la hija de Nabonides, rey de Babilonia en el siglo VII a. C.
Enheduanna era tía del rey acadio Naram-Sin y fue una de las primeras mujeres de la historia cuyo nombre se conoce. Fue designada por su padre, el rey Sargón de Acad, como suma sacerdotisa de Nanna o Nannar, el dios-Luna sumerio, una de las divinidades principales del panteón mesopotámico, en Ur, durante el III milenio a. C. Su madre fue la reina Tashlultum.
Su nombramiento se considera un atrevido movimiento político por parte de Sargón para ayudar a cimentar el poder en el sur de Sumeria, donde se encontraba la ciudad de Ur.
Continuó en el cargo durante el reinado de Rimush, su hermano. Fue durante el reinado de Rimush cuando se implicó en alguna forma de agitación política, lo que desembocó en que fuese expulsada, y posterior y eventualmente restituida como suma sacerdotisa. Su composición Exaltación de Inanna o ‘Nin me sara’ detalla su expulsión de Ur y su eventual restitución. Esto se relaciona con "La maldición de Acad" en la que Naram-Sin, bajo quien es posible también que Enheduanna sirviera, es maldecido y desterrado por Enlil. Tras su muerte Enheduanna siguió siendo recordada como una figura importante, quizá incluso obteniendo un estatus semidivino.
Su existencia como personaje histórico se encuentra bien establecida. Existe un disco de alabastro con su nombre y su imagen, obtenido en la excavación de Gipar en Ur, que era la residencia principal de la Sacerdotisa En. Se encontró en los niveles Isin-Larsa (h. 2000–1800 a. C.) del Giparu junto con una estatua de la Sacerdotisa En Enannatumma. Y, además, hay documentos históricos escritos que indican que era hija del rey Sargón de Acad, el primer gobernante que unió el norte y el sur de Mesopotamia.
Se hallaron dos sellos con su nombre, pertenecientes a sus sirvientes y que datan del periodo sargónida, al excavar el Cementerio real en Ur.
Se hicieron muchas copias de la obra de Enheduanna, muchas de ellas cientos de años posteriores a su muerte, y se mantuvieron en Nippur, Ur y posiblemente Lagash, junto con inscripciones reales que indican que eran de alto valor, quizá igual al de las inscripciones de reyes.

## Su obra literaria
Los eruditos en historia y literatura la consideran como posiblemente la autora y poeta más antigua cuyo nombre se conoce, debido a que en sus poemas y demás trabajos escritos en caracteres cuneiformes sobre tablillas de arcilla, Enheduanna colocaba su nombre. Escribió los primeros textos que se pueden atribuir a la historia de la literatura de autor. Es también la única mujer entre los grandes autores de la literatura mesopotámica. Sus temas son religiosos: himnos al dios Nannar y a su templo de Ur, y también a la diosa Inanna, protectora de la dinastía de Acad. 
Enheduanna compuso 42 himnos dirigidos a templos de todo Sumer y Acad, incluyendo Eridu, Sippar y Esnunna. Los textos se han reconstruido a partir de 37 tablillas de Ur y Nippur, la mayor parte de las cuales datan de los periodos Ur III y antigua Babilonia (Sjöberg y Bergman, 1969:6–7). Esta colección se conoce generalmente como Los himnos de los templos sumerios. Los himnos de templos fueron la primera colección de su clase; en ellos Enheduanna afirma: “Rey mío, algo se ha creado que nadie ha creado antes.” La copia de los himnos indica que estos himnos de templos se usaron durante mucho tiempo después de la muerte de Enheduanna y se tenían en alta estima. Los himnos de los templos sumerios están considerados como uno de los primeros intentos de una teología sistemática. 
Su otra obra famosa es la Exaltación de Inanna o 'Nin-Me-Sar-Ra', que es un devocionario personal a la diosa Inanna y también incluye detalles de la expulsión de Enheduanna de Ur.
Además, eruditos como Hallo y Van Dijk sugieren que ciertos textos no atribuidos a la misma podrían ser también obra suya.
La autoridad de Enheduanna suscita el tema de la educación femenina en la antigua Mesopotamia. Se conoce que esposas de los reyes encargaron poesía o, quizá, la compusieron ellas mismas y a la diosa Nindaba se le atribuye actuar como escriba. Como Leick señala: "Hasta cierto punto los epítetos descriptivos de diosas mesopotámicas revelan la percepción cultural de las mujeres y su papel en la sociedad antigua".

## Lista de composiciones de Enheduanna
- Nin-me-sara, "La exaltación de Inanna", 153 versos, editado y traducido primero por Hallo y van Dijk (1968), y más tarde por Annette Zgoll (1997) en alemán. Los primeros 65 versos se dirigen a la diosa con una serie de epítetos, comparándola con An, el dios supremo del panteón. Luego En-hedu-ana, hablando en primera persona, expresa su infelicidad por estar exiliada del templo y las ciudades de Ur y Uruk. En-hedu-ana pide la intercesión de Nanna. Los versos 122–135 recitan atributos divinos de Inanna.
- In-nin sa-gur-ra (nombrada por incipit), 274 versos (incompleto), editado por Sjoberg (1976) usando 29 fragmentos.
- In-nin me-hus-a, "Inanna y Ebih", primero traducido por Limet (1969).
- Los himnos del templo, editados por Sjoberg y Bergmann (1969): 42 himnos de longitud variada, dirigidos a los templos.
- Himno a Nanna, editado por Westenholz.

La mayor parte de la obra de Enheduanna está disponible en traducción en el Electronic Text Corpus of  Sumerian Literature ("Cuerpo de texto electrónico de literatura sumeria") . También ha sido traducido y compilado en una narración unificada por el erudito en sumerio Samuel Noah Kramer y la poetisa Diane Wolkstein. Su versión, publicada bajo el título Inanna, Queen of Heaven and Earth: Her Stories and Hymns from Sumer, fue publicada por Harper Perennial en 1983.
Westenholz editó otro himno fragmentario dedicado a En-hedu-ana, aparentemente por un compositor anónimo, indicando su apoteosis, convirtiéndose en una deidad tras su muerte.[cita requerida]

## En la cultura moderna
La autora de Minnesota Cass Dalglish ha publicado una adaptación poética contemporánea de Nin-me-sar-ra.
La analista jungiana Betty De Shong Meador ha traducido obras de Enheduanna y escrito dos libros sobre el tema, Inanna: Lady of Largest Heart y Princess, priestess, poet: the Sumerian temple hymns of Enheduanna.  La poetisa Diane Wolkstein, junto con el erudito en sumerio Samuel Noah Kramer, compiló los poemas de Enheduanna en un poema épico unificado, Inanna: Queen of Heaven and Earth. La versión de Wolkstein a su vez inspiró otras varias obras poéticas: Queen of Swords, de Judy Grahn, The Descent of Alette, de Alice Notley, y Among the Goddesses, de Annie Finch.
En el libro Los hijos de los días, de Eduardo Galeano, se hace referencia a Enheduanna:

Enheduanna vivió en el reino donde se inventó la escritura, ahora llamado Irak,
y ella fue la primera escritora, la primera mujer que firmó sus palabras,
y fue también la primera mujer que dictó leyes,
y fue astrónoma, sabia en estrellas,
y sufrió pena de exilio,
y escribiendo cantó a la diosa Inanna, la luna, su protectora, y celebró la dicha de escribir, que es una fiesta, como alumbrar, dar nacimiento, concebir el mundo.